# Île aux Marins
Isla de Los Marineros (en francés: Île aux Marins), antes de 1931 llamada Île-aux-Chiens, literalmente "Isla de los Perros", es una pequeña isla en el océano Atlántico. Se encuentra ubicada frente a la costa de Saint-Pierre y Miquelon y fue un municipio de la misma hasta 1945, cuando fue anexado por la comuna de Saint-Pierre. Se trata de un territorio de 1500 metros (0,93 millas) de largo y con una anchura que varía entre 100 y 400 metros (330 a 1300 pies). El punto más alto, Cabo Beaudry, está a solo 35 metros (115 pies) sobre el nivel del mar.
Fue colonizada en 1604 pero nunca llegó a una población de 200 personas. Quedó deshabitada desde 1965 (excepto por algunas personas que viven allí desde mayo a noviembre), cuando las últimas familias se fueron a la isla Saint-Pierre. Es también una ciudad fantasma y tiene una serie de edificios singulares como una iglesia, la casa Jézéquel, el cementerio, una serie de casas de pescadores, y el Museo Archipélitude donde se encontraba la única escuela de la ciudad. El casco de un barco grande está en el lado norte de la isla y es posible avistarlo.